# Hasvik
Hasvik är en tätort och kyrkby i Hasviks kommun i Finnmark fylke i norra Norge. Orten ligger vid fylkesväg 882 på ön Sørøya och har färjeförbindelse med tätorten Øksfjord på fastlandet. Här finns Hasviks kyrka. Orten utgör kommunens största tätort.

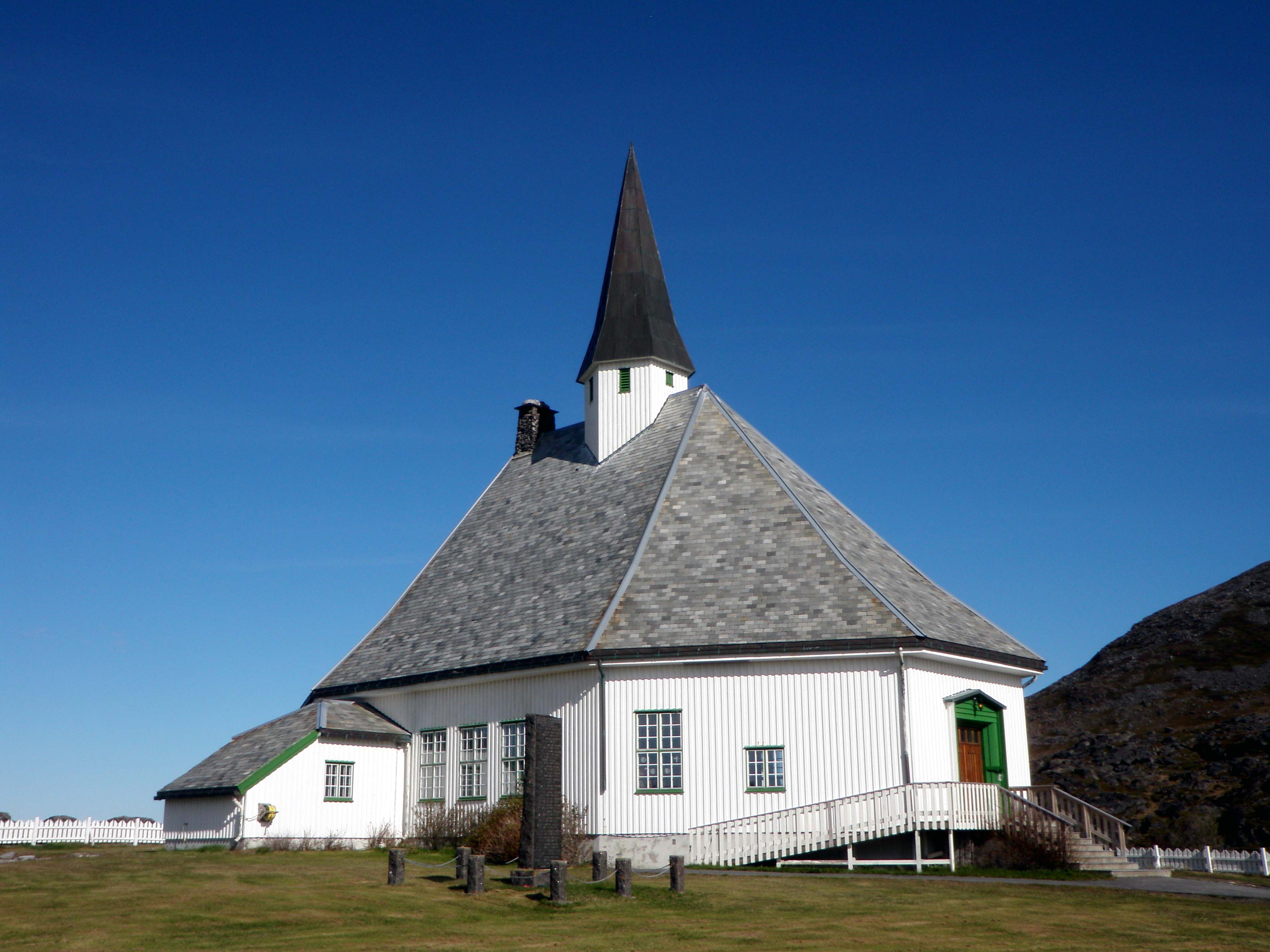
Hasviks kyrka.